# Carlo Ortelli Dotti
Carlo Ortelli Dotti (Rovenna, 1810 – Barcellona, 1876) è stato un fabbricante di giocattoli di piombo.
Figlio di Juan Ortelli e Margherita Dotti, la sua vita cambiò drasticamente nel 1828, quando emigrò a Barcellona come rifugiato, fuggendo dall'instabilità politica e dalle guerre nel nord Italia. Ortelli, come molti altri immigrati europei della sua epoca, cercò asilo in Spagna e trovò a Barcellona una nuova casa dove sviluppare la sua professione.

## Emigrazione a Barcellona

### Inizi
All'arrivo a Barcellona nel 1828, Carlo Ortelli Dotti, suo fratello Antonio (1809-1867) e l'incisore e stagnaio Salvatore Baccarini portano in Spagna stampi già esistenti. Carlo Ortelli stabilisce un laboratorio per figure di stagno e piombo in via Fusteria n.8, dove lavora con Salvatore come disegnatore, incisore e fonditore.
Carlo iniziò a fabbricare giocattoli, specializzandosi nella produzione di soldatini di piombo. In questo piccolo laboratorio, situato nel cuore della città, perfezionò la sua tecnica di scultura e pittura, creando soldati dettagliati che ricreavano uniformi dell'epoca. Queste figure, oltre a essere giocattoli, divennero preziose pezzi da collezione grazie alla loro alta qualità artistica e alla loro meticolosa pittura a mano.

## Officina e figureOrtelli

### I primi soldatini di piombo spagnolo
Carlo ebbe come incisore prima Salvatore Baccarini tra il 1828 e il 1839 e poi Francisco e Juan Pera dal 1841 al 1847.

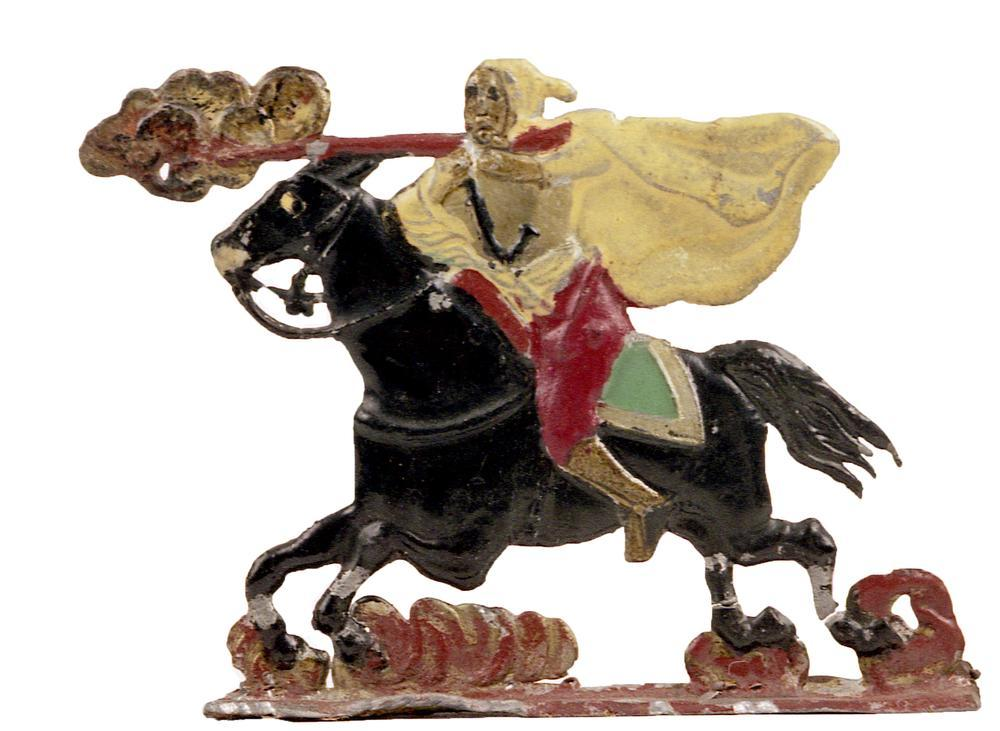
Soldadito Ortelli nel Museo dell'Esercito di Toledo

Ortelli produsse sia figure di tema militare che di tematica civile e di costume. Le figure sono piatte e le loro dimensioni possono oscillare tra i 30 e i 60 mm. Le figure venivano vendute decorate su una o entrambe le facce, oppure non dipinte, le più economiche. Il trombettiere di questa foto ha braccia sproporzionatamente lunghe. Questo è dovuto al tentativo di dare un aspetto tridimensionale alle figure piatte. Queste lunghe estremità si piegavano in avanti per dare l'impressione di tre dimensioni nello spazio. Il tentativo fallì principalmente a causa dell'instabilità di queste figure, alterando il loro centro di gravità.
Le figure di Ortelli, che solitamente misuravano circa 7,5 cm, rappresentavano soldati di diverse epoche e nazionalità, con dettagli precisi degli uniformi e dell'armamento. Queste piccole opere d'arte erano pensate per rappresentare scene belliche con una fedeltà che attirava sia bambini che adulti interessati alla storia militare.
Il laboratorio completo perdura, ed è di proprietà del Museo Etnologico di Barcellona. La produzione continuò fino al 1945.

## Vita personale e retaggio
Carlo Ortelli si sposò nel 1843 con María Ana Montañá Ayala (1820-1862) e insieme formarono una famiglia con cinque figli. Vivevano in via della Llibreteria 9, nel quartiere gotico. Questa stabilità familiare gli permise di consolidare la sua attività a Barcellona, dove si integrò nella vita sociale e commerciale della città. Anche se non ci sono molti dettagli sulla sua vita privata, si sa che il suo laboratorio divenne un punto di riferimento per i collezionisti e gli amanti dei giocattoli di qualità.
L'opera di Ortelli non solo è perdurata attraverso i decenni come parte del mondo del collezionismo, ma ha anche contribuito all'eredità culturale dei giocattoli in Spagna, specialmente nel campo del collezionismo militare in miniatura. Le sue opere sono oggi ricercate da collezionisti di antiquariato e giocattoli storici per il loro valore artistico e la loro importanza come rappresentazioni di un'epoca.
Carlo morì nel 1876 a Barcellona di emofilia, una malattia genetica ereditaria, lasciando a suo figlio Juan Ortelli Giralt (1849-1917) il compito di gestire l'azienda, che dirige con il nome commerciale di J.O.M, vincendo diversi premi in esposizioni.